# Umayr ibn Wahb
ʿUmayr ibn Wahb (in arabo عمير بن وهب‎?; La Mecca, ... – durante il califfato di ʿUmar, 634-644) è stato un Sahaba.
Padre di Wahb ibn ʿUmayr, partecipò col figlio alla battaglia di Badr ma, mentre ʿUmayr riuscì a mettersi in salvo, il padre fu invece preso prigioniero dai musulmani vittoriosi.
Deciso avversario fin dall'inizio della predicazione di Maometto del messaggio coranico, fu anche un crudele persecutore dei musulmani. Cospirò con Ṣafwān b. Umayya per assassinare il Profeta ma, sebbene Ṣafwān s'impegnasse ad assumersi tutti i debiti del suo amico ʿUmayr, in caso le cose non fossero andate come sperato, non ebbe cuore di condurre fino in fondo il suo proposito omicida.
Quando infatti si presentò al cospetto dei fedeli che si trovavano col loro profeta, fu riconosciuto da ʿUmar b. al-Khaṭṭāb, che disse:
ʿUmayr fu arrestato e tradotto dinanzi a Maometto che gli dette un caldo benvenuto e gli chiese i motivi della sua presenza. Egli rispose che voleva che i prigionieri di Badr fossero rilasciati. Maometto lo interrogò circa la spada che ʿUmayr aveva con sé e poi chiese nuovamente a ʿUmayr l'esatto motivo della sua presenza lì, includendo la conversazione segreta che egli aveva avuto con Ṣafwān b. Umayya. ʿUmayr fu talmente stupefatto che immediatamente pronunciò la shahāda, accettando in tal modo appieno la fede islamica. Maometto allora disse ai suoi Compagni: "Istruite il vostro fratello nella sua religione. Insegnategli il Corano e lasciate libero il prigioniero Wahb ibn ʿUmayr."
Più tardi, in occasione della conquista di Mecca, aiutò Ṣafwān b. Umayya a ottenere l'amnistia, accrescendo così di un nuovo elemento il numero dei musulmani.